# Zapustka
Zapustka – przysiółek wsi Strzeżów Pierwszy w Polsce położony w województwie małopolskim, w powiecie miechowskim, w gminie Miechów. 
Stanowi samodzielne sołectwo.
W latach 1975–1998 przysiółek administracyjnie należał do województwa kieleckiego.